# تینا آلبانزه
تینا آلبانزه (انگلیسی: Tina Albanese) تهیه‌کننده تلویزیونی و فیلم‌نامه‌نویس اهل ایالات متحده آمریکا است. وی از سال ۱۹۹۲ میلادی تاکنون مشغول فعالیت بوده‌است.
از فیلم‌ها یا مجموعه‌های تلویزیونی که وی در آن‌ها نقش داشته‌است، می‌توان به سی‌اس‌آی، جاگ و حصار چوبی اشاره نمود.